# Eparchie sendajská a východojaponská
Eparchie sendajská a východojaponská je eparchie japonské pravoslavné církve.

## Území a titul biskupa
Zahrnuje správní hranice území prefektur Aomori, Fukušima, Mijagi, Akita a Hokkaidó.
Eparchiálnímu biskupovi náleží titul biskup sendajský a východojaponský.

## Historie
Z území eparchie se začalo šířit japonské pravoslaví. První následovníci jeromonacha Nikolaje (Kasatkina) byli pokřtěni v Hakodate a odešli jako katecheté a kněží do nejbližších měst na ostrově Hokkaidó a na severovýchod od Honšú.
Eparchie byla zřízena 10. dubna 1970 jako součást Japonské autonomní pravoslavné církve.

## Seznam biskupů
- 1971–1988 Seraphim (Sigrist)
  - 1986–1999 Theodosius (Nagasima) dočasný správce
- 2000–2023 Serafim (Tsujie)